# Blaesoxipha kafuenia
Blaesoxipha kafuenia är en tvåvingeart som beskrevs av Andy Z. Lehrer 2006. Blaesoxipha kafuenia ingår i släktet Blaesoxipha och familjen köttflugor.
Artens utbredningsområde är Zambia. Inga underarter finns listade i Catalogue of Life.